# Кожевников, Анатолий Леонидович
Анато́лий Леони́дович Коже́вников (12 марта 1917 — 5 декабря 2010) — советский военачальник, участник Великой Отечественной войны, заместитель командира 212-го гвардейского истребительного авиационного полка (22-я гвардейская истребительная авиационная дивизия, 6-й гвардейский истребительный авиационный корпус 2-я воздушная армия, 1-й Украинский фронт), Герой Советского Союза (1945), генерал-лейтенант авиации. Почётный гражданин Красноярска.

## Биография
Анатолий Кожевников родился 12 марта 1917 года в деревне Базаиха (ныне в черте Красноярска). После окончания семи классов и Красноярского сельскохозяйственного техникума работал землеустроителем, затем топографом. Окончил Красноярский аэроклуб. В 1938 году Кожевников был призван на службу в Рабоче-крестьянскую Красную Армию. В 1940 году он с отличием окончил Батайскую военную авиационную школу пилотов, после чего остался в ней лётчиком-инструктором. С июля 1941 года — на фронтах Великой Отечественной войны. Участвовал в боях на Дону, Сталинградской и Курской битвах, освобождении Украинской и Молдавской ССР, Румынии, Польши, боях в Германии.
К концу войны гвардии майор Анатолий Кожевников был заместителем командира 212-го гвардейского истребительного авиаполка 22-й гвардейской истребительной авиадивизии 6-го гвардейского истребительного авиационного корпуса 2-й воздушной армии 1-го Украинского фронта. За время своего участия в боях он совершил 300 боевых вылетов, принял участие в 69 воздушных боях, сбив 25 вражеских самолёта лично и ещё 2 — в составе группы, а также нанёс большие потери наземным войскам противника.
Указом Президиума Верховного Совета СССР от 27 июня 1945 года за «образцовое выполнение боевых заданий командования на фронте борьбы с немецкими захватчиками и проявленные при этом отвагу и геройство» гвардии майор Анатолий Кожевников был удостоен высокого звания Героя Советского Союза с вручением ордена Ленина и медали «Золотая Звезда» за номером 6557.
После окончания войны Кожевников продолжил службу в Советской Армии. В 1950 году он окончил Военно-воздушную академию, а в 1958 году — Военную академию Генерального штаба. В 1962 году в звании генерал-лейтенанта Кожевников был уволен в запас. Проживал в Москве. Занимался общественной деятельностью, написал три книги («Записки истребителя», «Эскадрильи уходят за горизонт» и «Стартует мужество»). Скончался 5 декабря 2010 года, похоронен на Троекуровском кладбище Москвы.
Жена - Тамара Богдановна Кожевникова, единственная в годы войны женщина - авиационный инженер ВВС. Автор книги "Жизнь - вечный взлёт". 

## Награды и звания

### Награды
- Герой Советского Союза (27 июня 1945 года, медаль № 6557)[4];
- орден Ленина (27 июня 1945 года);
- 5 ордена Красного Знамени (из них четыре ордена — 9 мая 1943 года[5], 19 августа 1943 года[6], 9 июня 1944 года[7], 12 мая 1945 года[8]);
- орден Александра Невского (1 февраля 1943 года)[9];
- орден Отечественной войны I степени (6 апреля 1985 года);
- 3 ордена Красной Звезды (один из них 31 декабря 1942 года)[10];
- медали;
- иностранные ордена.

### Звания
- Почётный гражданин Красноярска (1967)[11].

## Сочинения
- «Записки истребителя» — М.: Воениздат, 1964.
- «Эскадрильи уходят на Запад» — Ростов-на-Дону, 1966.
- «Стартует мужество». — 3-е изд. — М.: Воениздат, 1980.